# Maryam Durani
Maryam Durani, född 1987 är en afghansk politiker och människorättsaktivist.
Durani studerade vid Payam Noor and American University of Afghanistan och tog examen i juridik och statsvetenskap. Som 21-åring blev hon invald i det provinsiella rådet i Kandahar och blev med det den första kvinna i detta av folket valda råd. Hennes arbete har även inneburit starten av organisationen Khadija Kubra Women’s Association for Culture som arbetar för kvinnors rättigheter i Afghanistan.
2009 blev Durani på grund av sitt arbete utsatt för en självmordsattack, som hon överlevde. 2010 var hon med och startade en radiokanal av och för kvinnor i Afghanistan.
2012 tilldelades Durani International Women of Courage Award.